# 分離多項式
数学において、与えられた体 K 上の多項式 P(X) が分離的 (separable) であるとは、K の代数的閉包においてその根が相異なる、つまり、重複を考えない根の個数が多項式の次数に等しいことをいう。
この概念は平方因子をもたない多項式と密接に関係している。K が完全体であれば2つの概念は一致する。一般に、P(X) が分離的であることと、K を含む任意の体上で平方因子をもたないことは同値であり、これは P(X) がその形式微分 P '(X) と互いに素なとき、かつそのときに限り成り立つ。

## 以前の定義
昔の定義では、P(X) は K[X] におけるその既約因子の各々が現代の定義で分離的であるときに、分離的と考えられていた。例えば、有理数係数の多項式 (X − 1)2 はこの意味で分離的である。この定義では、分離性は体 K に依存した。例えば、完全体上の任意の多項式は分離的と考えられていた。例えば、有限体上の一変数有理関数体 Fp(t) 上の多項式 Xp − t は、Fp(t) の代数的閉包上 (X − t1/p)p と分解するので、Fp(t) 上では分離的でないが、代数閉包上では分離的であるということになってしまう。（任意の代数閉体は定義によって完全体である。）
この定義は、ガロワ理論には便利かもしれないが、もはや使われていない。

## 例
- 完全体上の任意の既約多項式は分離多項式である。
- 有理係数の多項式 X2 − 3X + 2 = (X − 1)(X − 2) は重根を持たないので分離多項式である。
- Fp(t) 上の多項式 Xp − t は、分離多項式でない。

## 分離体拡大
分離多項式は分離拡大を定義するのに使われる。体拡大 K ⊂ L が分離拡大であるとは、K 上代数的なすべての α ∈ L に対して、α の K 上の最小多項式が分離多項式であるときにいう。
非分離拡大（分離的でない拡大）は正標数においてのみ起こり得る。
上記の判定法から P が既約であって分離的でなければ、P '(X) = 0 であるという結論をすぐに得る。したがって
P(X) = Q(Xp)
でなければならない。Q は K 上の多項式で、素数 p は標数である。
この手がかりを使って例を構成することができる。
P(X) = Xp − T
p 個の元をもつ有限体上の、不定元 T の有理関数体 K 上の多項式。ここで P(X) が既約で分離的でないことを直接証明できる。これは実はなぜ非分離性が問題になるかの典型的な例である。幾何学的に言えば P は座標を p 乗に写す有限体上の射影直線上の写像を表す。そのような写像は有限体上の代数幾何学において基本的である。別の言い方をすれば、その設定においてガロワ理論では'見る'ことのできない被覆が存在する。（よりレベルの高い議論は radical morphism を見よ。）
L が体拡大
K(T1/p),
であれば、言い換えるとP の分解体であれば、L/K は純非分離体拡大の例である。それは次数 p だが、K を固定する自己同型を恒等写像の他にもたない。なぜならば T1/p は P の唯一の根だからである。このことはガロワ理論がここで使えなくなることを直接示している。そのような拡大のない体は完全と呼ばれる。有限体が完全であることはアポステリオリにそれらの知られている構造から従う。
この例に対して体のテンソル積 L ⊗K L は 0 でない冪零元をもつことを証明できる。これは非分離性の別の表現である。つまり、体上のテンソル積の演算は体の直積である環を生み出す必要はない（なので可換半単純環でない）。L/K が分離拡大であることと L ⊗K L が被約であることは同値である。
P(x) が分離的であり、その根が群（体 K の部分加法群）をなせば、P(x) は加法的多項式である。

## ガロワ理論における応用
分離多項式はガロワ理論において頻繁に現れる。
例えば、P を整数係数の既約多項式として p を P の leading 係数を割らない素数とする。Q を、P の係数を法 p で還元して得られる、p 個の元をもつ有限体上の多項式とする。このとき、Q が分離的であれば（これは有限個を除くすべての p でそうだが）、Q の既約因子の次数は P のガロワ群のある置換のサイクルの長さである。. 
他の例。P を上記のとおりとして、群 G の レゾルベント (resolvent) R は係数が P の係数における多項式であるような多項式であり、P のガロワ群についての情報をいくつか提供してくれる。具体的には、R が分離的で有理根をもてば、P のガロワ群は G に含まれる。例えば、D が P の判別式であれば、X2 − D が交代群のレゾルベントである。このレゾルベントは P が既約であればつねに分離的（標数は2でないと仮定する）であるが、たいていのレゾルベントはつねに分離的というわけではない。